# 幸魂大橋
幸魂大橋（さきたまおおはし）は、埼玉県戸田市美女木と和光市新倉の間で荒川・新河岸川および荒川第一調節池（彩湖）に架かる国道298号の斜張橋である。斜張橋部が一体となって供用されている東京外環自動車道の幸魂橋（さきたまばし）についても記す。

## 概要
河口から左岸側31.6 km、右岸側30.9 kmの地点に架かる国道298号及び東京外環自動車道の和光北インターチェンジと戸田西インターチェンジとを結ぶ橋長1,485.9メートル、総幅員55.4メートル、支間長190.0メートル、高さ80.0メートル（主塔部分）の2径間連続鋼斜張橋の一等橋（TL-20、TT-43）である。
車道は内側の自動車専用道路が幅員9.75メートル、外側の一般道路が幅員8.25メートルで上下線別に設けられている。歩道は幅員3.5メートルで、一般道路のさらに外側に設けられている。また、埼玉県の第一次特定緊急輸送道路に指定されている。橋の管理者は東日本高速道路（NEXCO東日本）および北首都国道事務所である。埼玉県内の道路橋としては上江橋に次いで長い。埼玉県を代表する橋の一つである。また和光市の景観10選にも選ばれている。
また、特定非営利活動法人シビルまちづくりステーション（旧称ITステーション市民と建設）による「関東地域の橋百選」に選出されている。

## 歴史
- 1980年（昭和55年）3月 - 都市計画決定
- 1992年（平成4年）11月 - 供用開始
- 2012年（平成24年）4月8日 - 床版の劣化のため、車線規制を行い補修・補強工事を実施[1]。

## 周辺
河川区域は荒川の流心に対し左岸側に広くとられている。その広い河川区域を活用した荒川第一調節池（彩湖）などの河川施設やレクリエーション施設がある。堤内地は左岸側は市街地、右岸側は倉庫があるが水田などの農地もある。橋の上流側に朝霞水門があり、かつては新河岸川がこの付近で荒川に合流していた。橋のおよそ1.3 km上流側の河底を東京ガスの都市ガス導管が横過する。
- 彩湖・道満グリーンパーク
- 彩湖自然学習センター（戸田市立郷土博物館の別館）
- 荒川水循環センター
- 新河岸川水循環センター
- 朝霞調節池
- ヤクルト戸田球場
- 戸田市立美笹中学校
- 戸田市立美谷本小学校
- 戸田パブリックゴルフコース
- 和光スポーツアイランド（和光市アーバンアクア公園）

## 名前の由来
幸魂は“さきたま”と読み、これは万葉集・東歌からの由来とされ、人の身体を守って幸福を与えてくれる神の働きと解釈されている。古くは前玉と書いたことから、前玉→幸魂→埼玉という説がある。また、南に位置する多摩地方の前であることから「さきたま」という説もある

## その他
- 一般道（国道298号）は、法定速度60 km/hである。
- 戸田側から和光側への走行は、和光側の信号手前で高速道路からの車と合流するので注意を要する。
- 橋上ではよくスピード超過の取り締まりを行っている。
- 2009年度から2011年度にかけて橋の耐震補強工事が実施された[4][13]。

## 風景

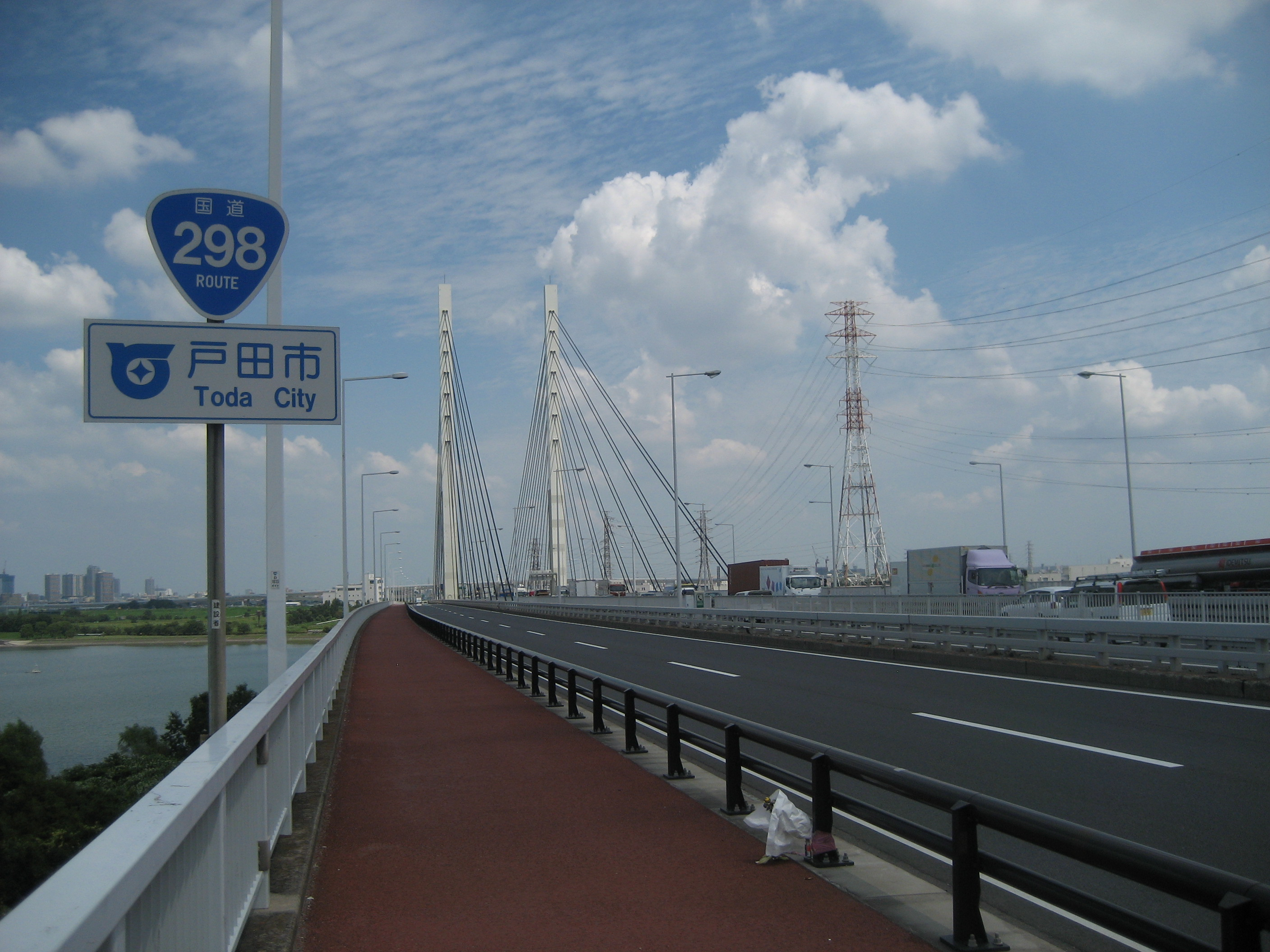
戸田市方面を望む。
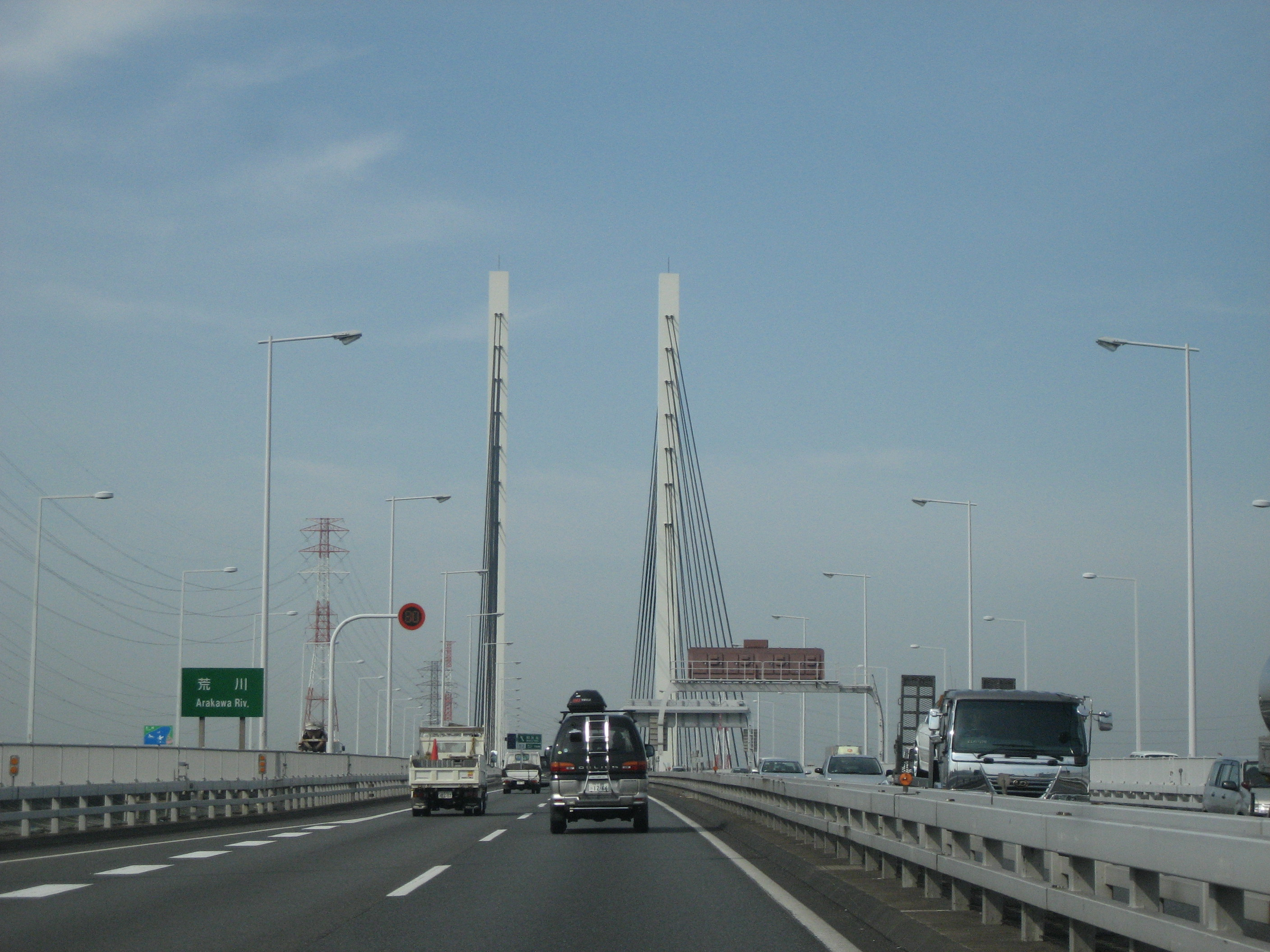
和光市方面を望む。

## 隣の橋
- 荒川

（上流） - 秋ヶ瀬橋 - 荒川橋梁 - 幸魂大橋・幸魂橋 - 笹目橋 - 戸田橋 - （下流）
- 新河岸川

（上流） - 朝霞大橋 - 内間木橋 - 幸魂大橋・幸魂橋 - 新倉橋 - 芝宮橋 - （下流）